# Línea 6 del Transmetro (Guatemala)
La línea 6 de Transmetro es la quinta línea del servicio de transporte público Transmetro de Guatemala. Esta línea inicia su recorrido en la estación FEGUA en zona 1 y finaliza en la estación Proyectos cerca del estadio Cementos Progreso en zona 6 capitalina. Fue inaugurado el 25 de abril de 2015 por el alcalde Álvaro Arzú.

## Historia
El 22 de febrero de 2014 comienzan los estudios de prefactibilidad de la línea 6.El 25 de abril de 2015 inicia sus operaciones.
El 17 de marzo de 2020, se suspende el servicio de Transmetro por la pandemia de Covid-19. Fue hasta el 28 de abril de 2020 en donde comenzó la primera fase de apertura con capacidad de pasajeros reducida las medidas de bioseguridad.

## Rutas
| L06 | Línea 06 |

## Estaciones
| Línea | Estación                                 |
| ----- | ---------------------------------------- |
| L06   | Estación FEGUA (Terminal, transferencia) |
| L18   | Estación FEGUA (Terminal, transferencia) |
| L06   | Estación Francos y Monrroy               |
| L18   | Estación Francos y Monrroy               |
| L06   | Estación Parque Colón                    |
| L18   | Estación Parque Colón                    |
| L06   | Estación Cerro del Carmen                |
| L18   | Estación Cerro del Carmen                |
| L06   | Estación Parroquia                       |
| L06   | Estación IGSS zona 6                     |
| L06   | Estación Centro Zona 6                   |
| L06   | Estación Academia                        |
| L06   | Estación Cipresales                      |
| L06   | Estación Proyectos 4-4                   |
| L06   | Estación Proyectos                       |
| L06   | Estación Quintanal                       |
| L06   | Estación Corpus Christi                  |
| L06   | Estación José Martí                      |
| L06   | Estación Santa Teresa                    |
| L06   | Estación Capuchinas                      |
| L18   | Estación Capuchinas                      |

## Horarios
| Lunes a viernes   | Sábado            | Domingo           |
| ----------------- | ----------------- | ----------------- |
| 5:00 a 21:00 hrs. | 5:00 a 20:00 hrs. | 6:00 a 20:00 hrs. |